# 扬·叙瑟
扬·佩德·叙瑟（挪威语： 聆听ⓘ，1930年11月25日—1997年9月17日），挪威保守党政治家。1983年至1985年担任产业大臣，1989年至1990年出任挪威首相。
| 前任： 格罗·哈莱姆·布伦特兰 | 挪威首相 1989-1990 | 繼任： 格罗·哈莱姆·布伦特兰 |